# Musée Fabre

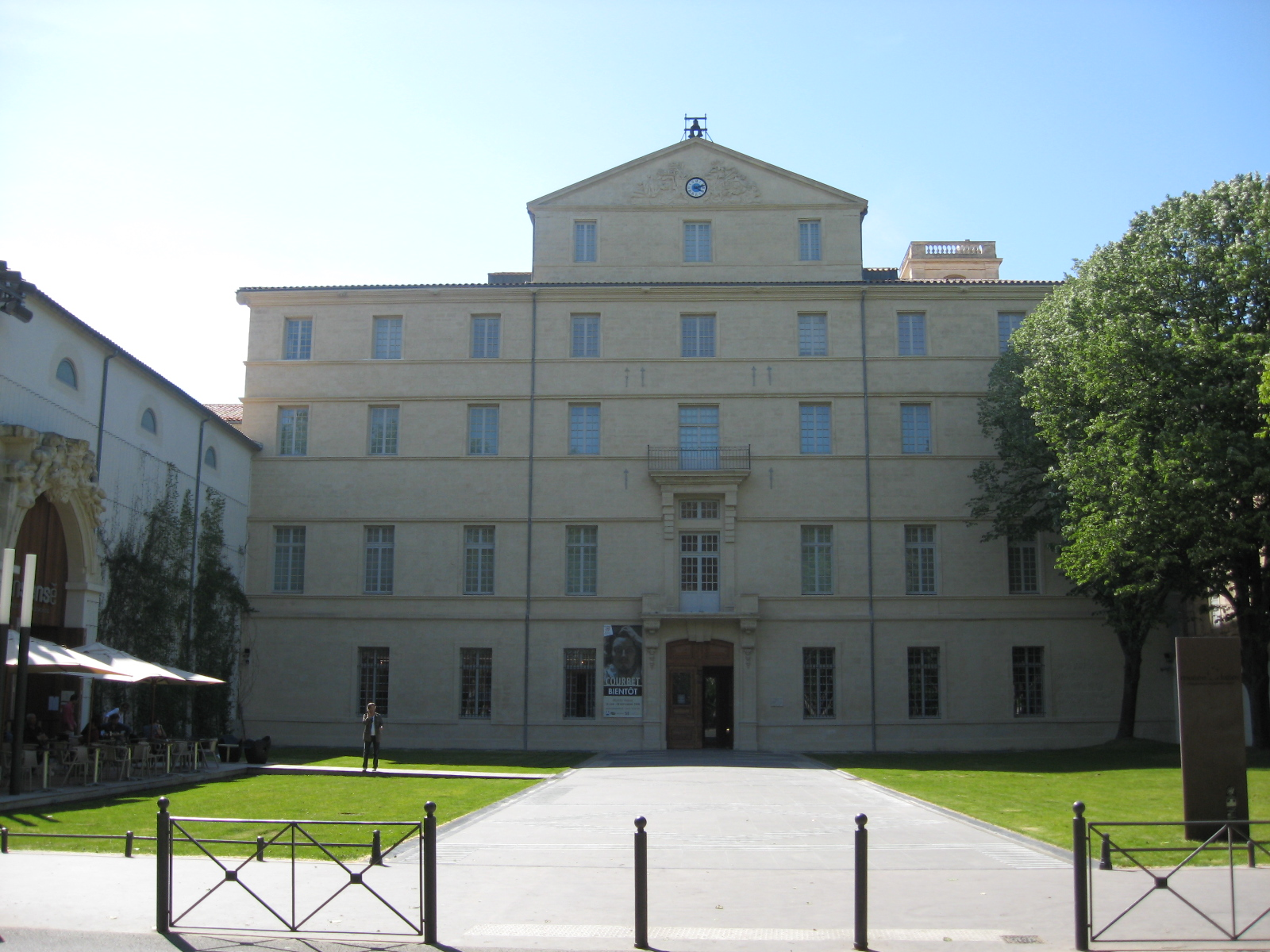
Musée Fabre

Het Musée Fabre is het belangrijkste kunstmuseum in Montpellier en een van de grootste musea in het zuiden van Frankrijk. Het museum is opgericht door baron, schilder en kunstverzamelaar François-Xavier Fabre in 1825. Het kreeg de status musée de France op 04 januari 2002. Begin 2003 onderging het museum een grote renovatie, die werd voltooid in januari 2007.

## Collectie

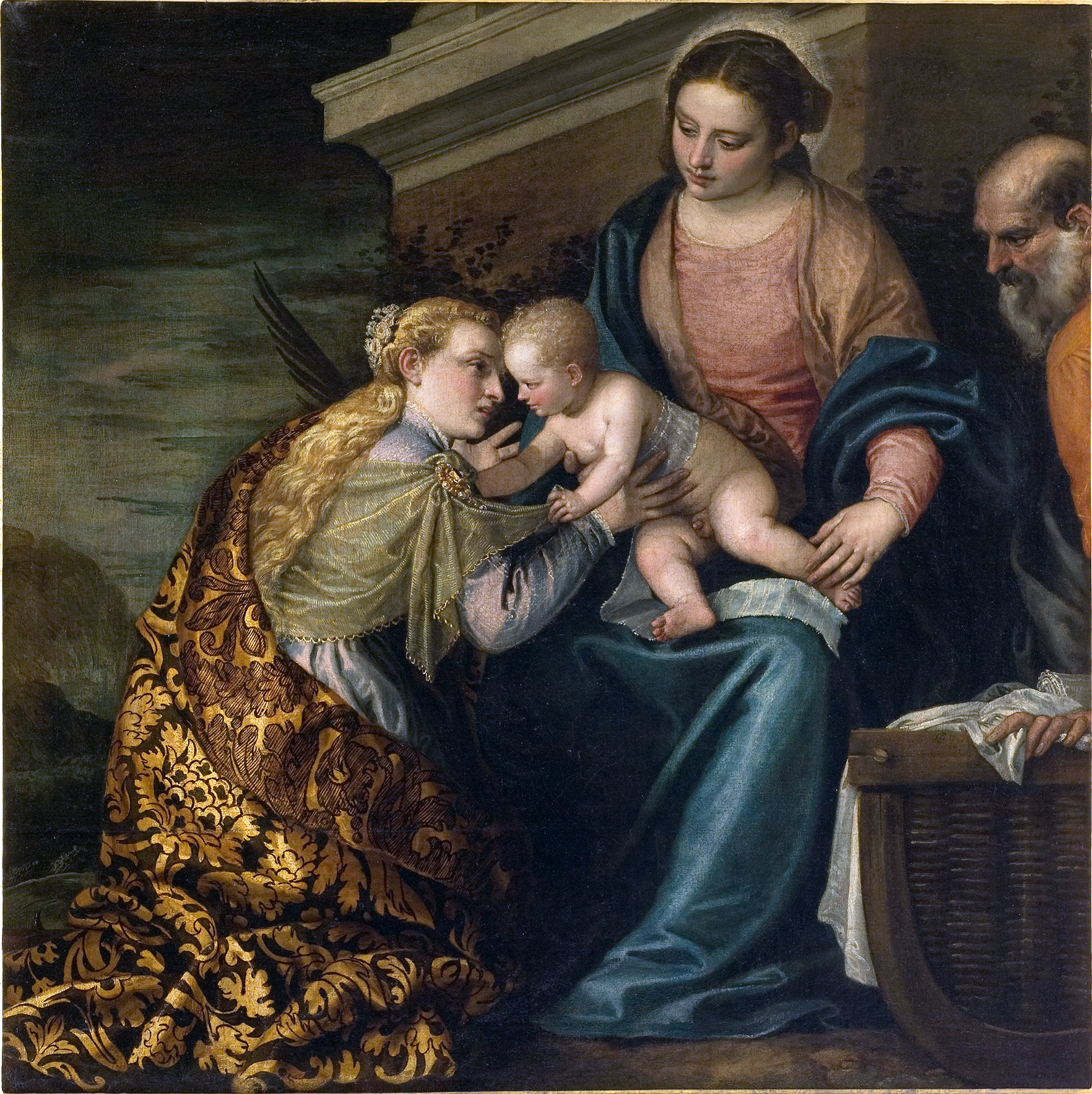
De mystieke bruiloft van de heilige Catharina - Paolo Veronese
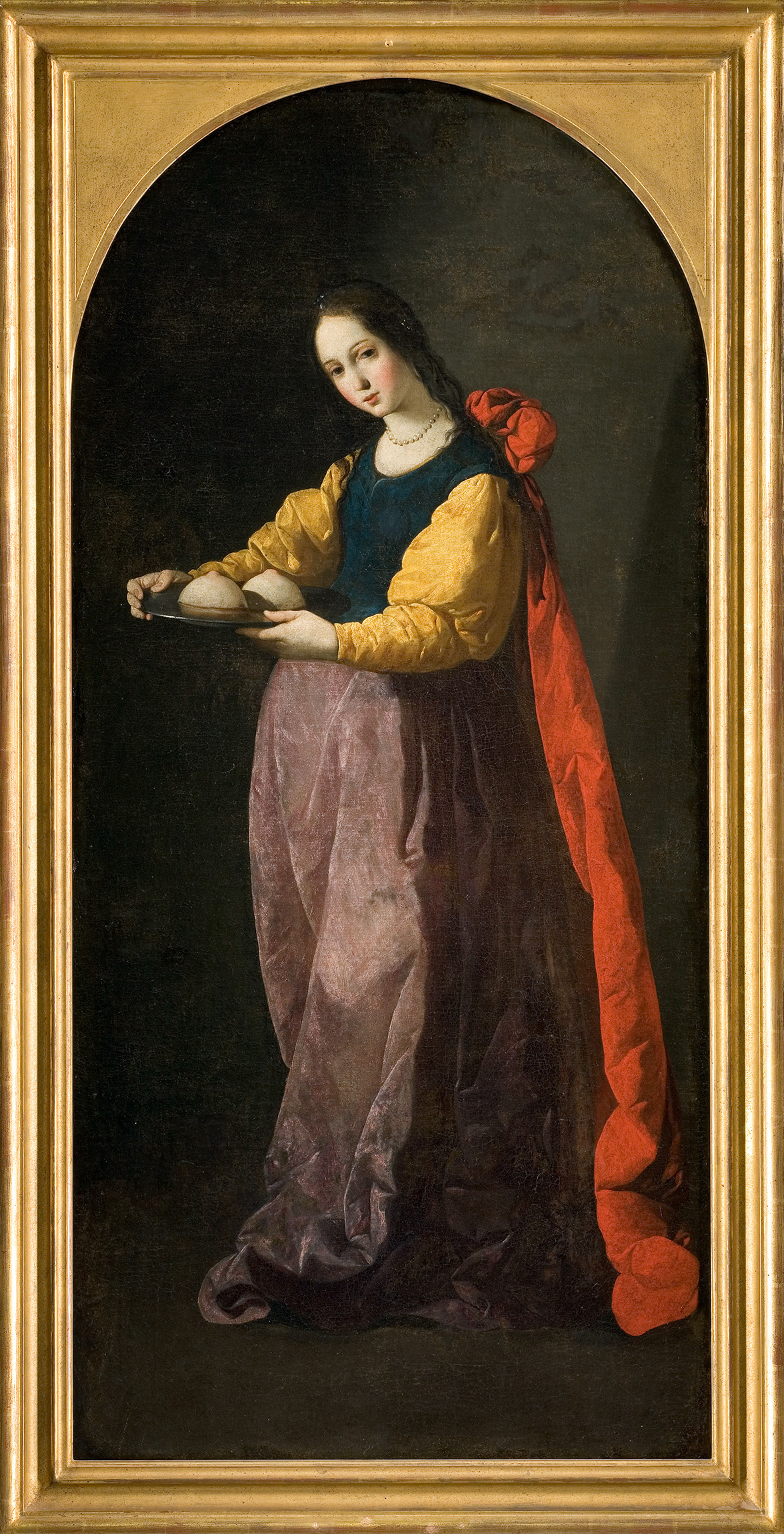
De heilige Agatha - Francisco de Zurbarán
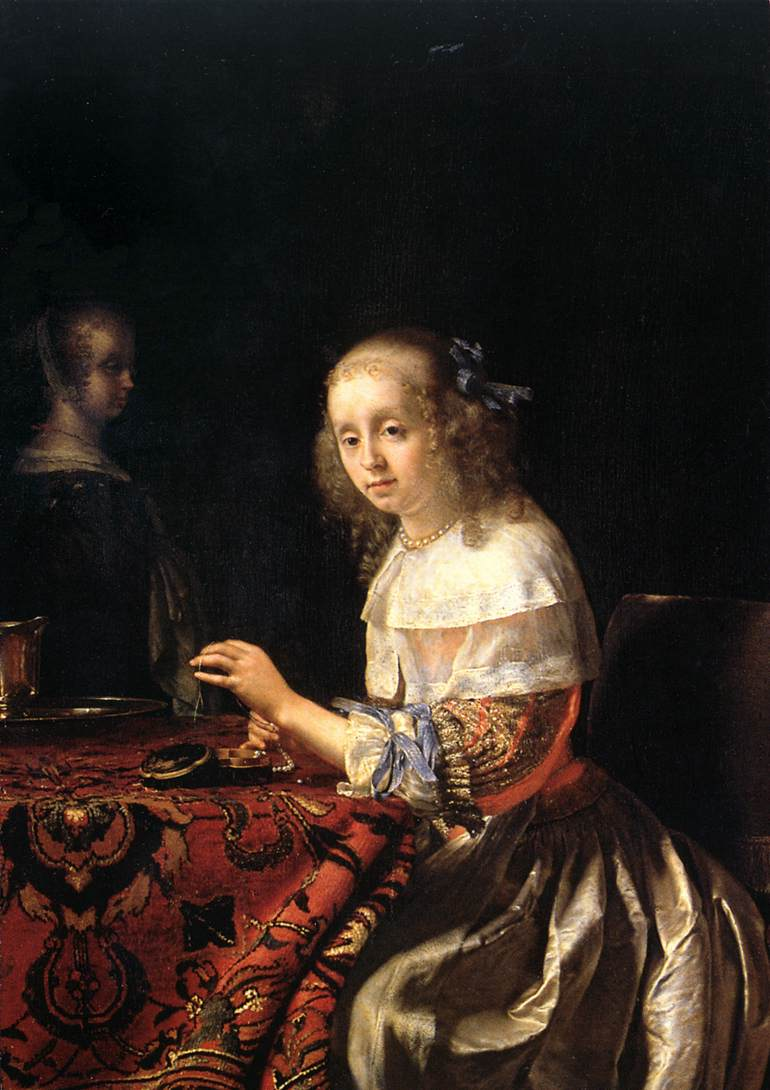
Jonge vrouw rijgt parels aaneen - Frans van Mieris
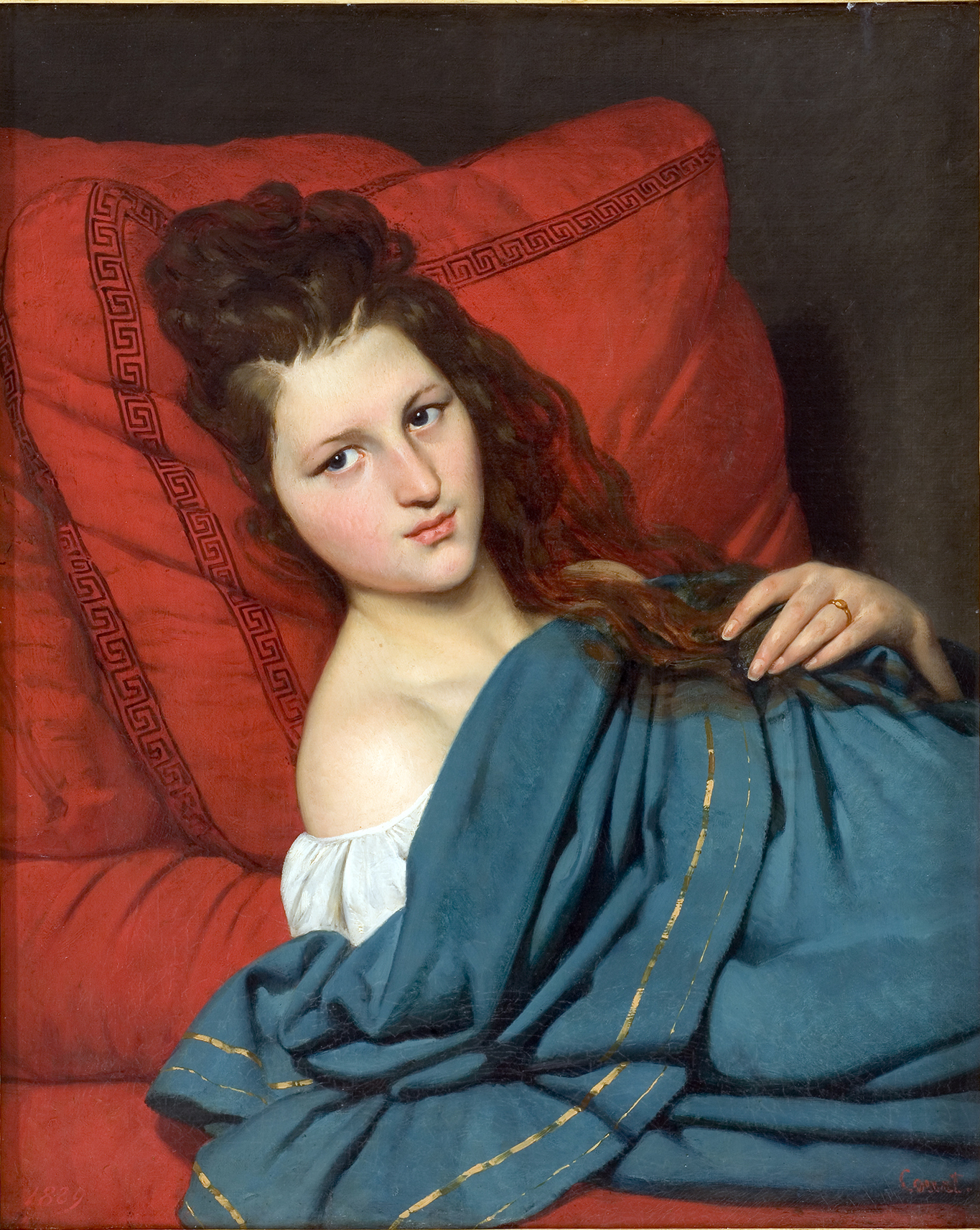
Vrouw op een divan - Joseph-Désiré Court
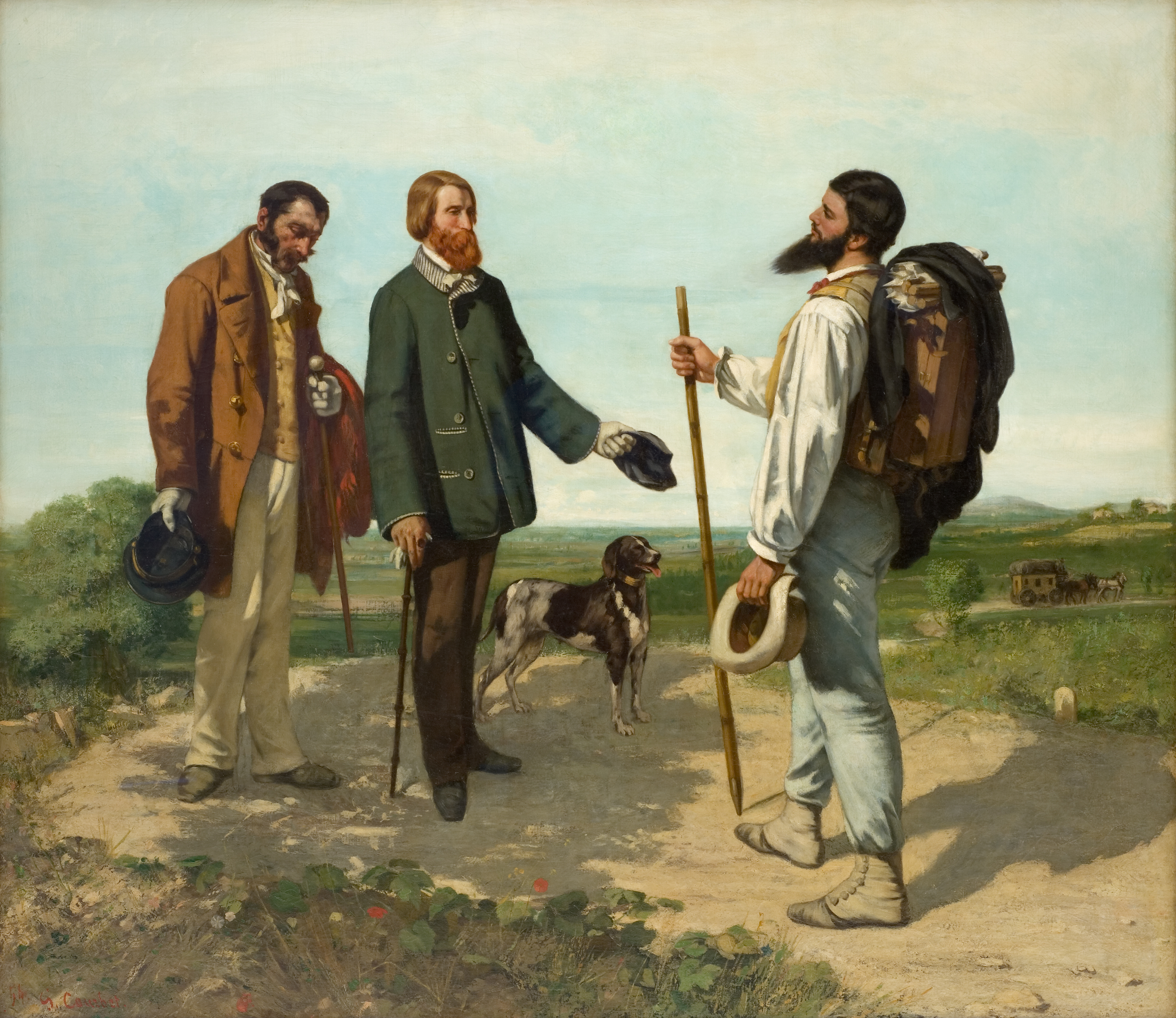
De ontmoeting of "Bonjour, Monsieur Courbet" - Gustave Courbet
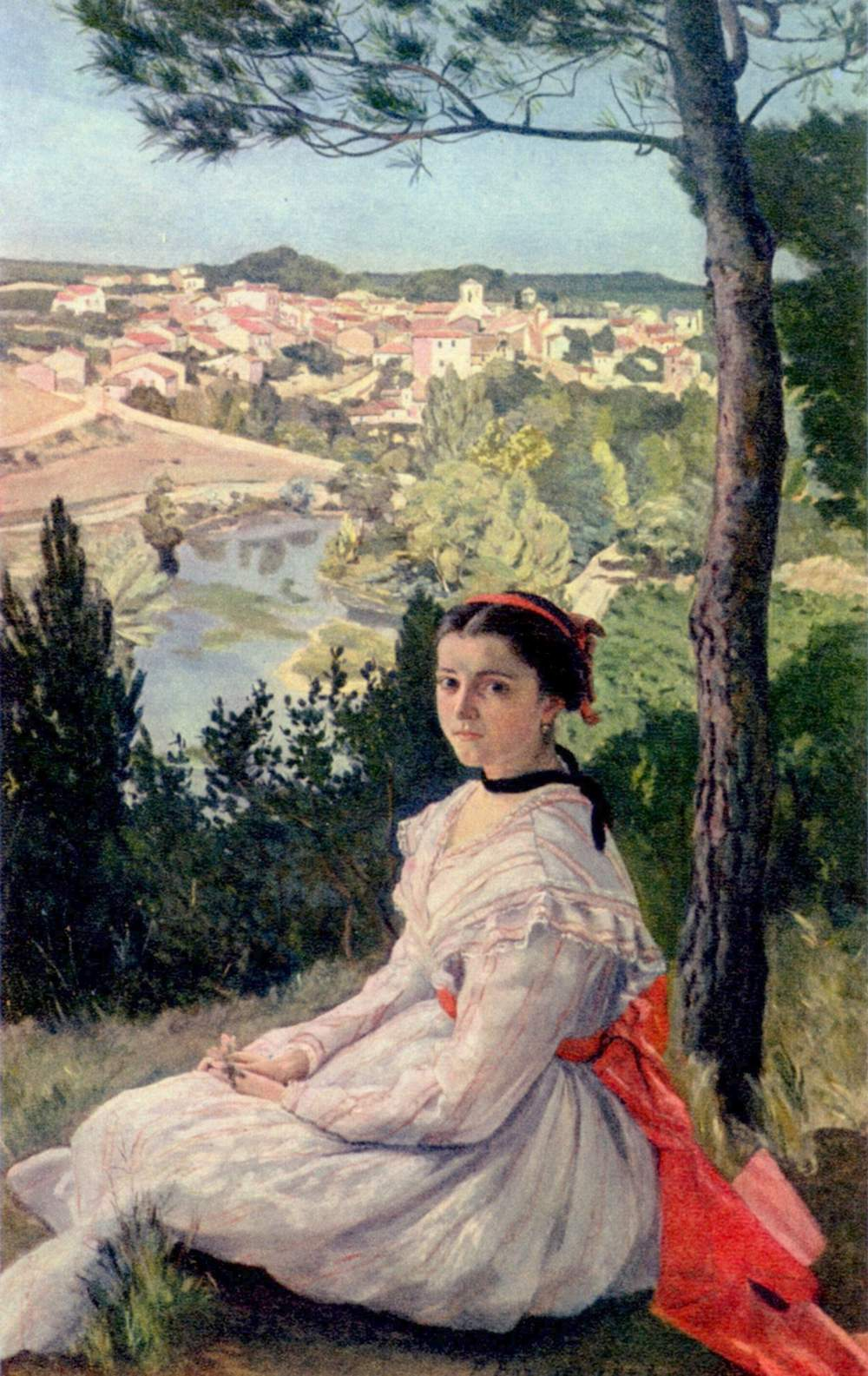
Het dorpsgezicht - Frédéric Bazille
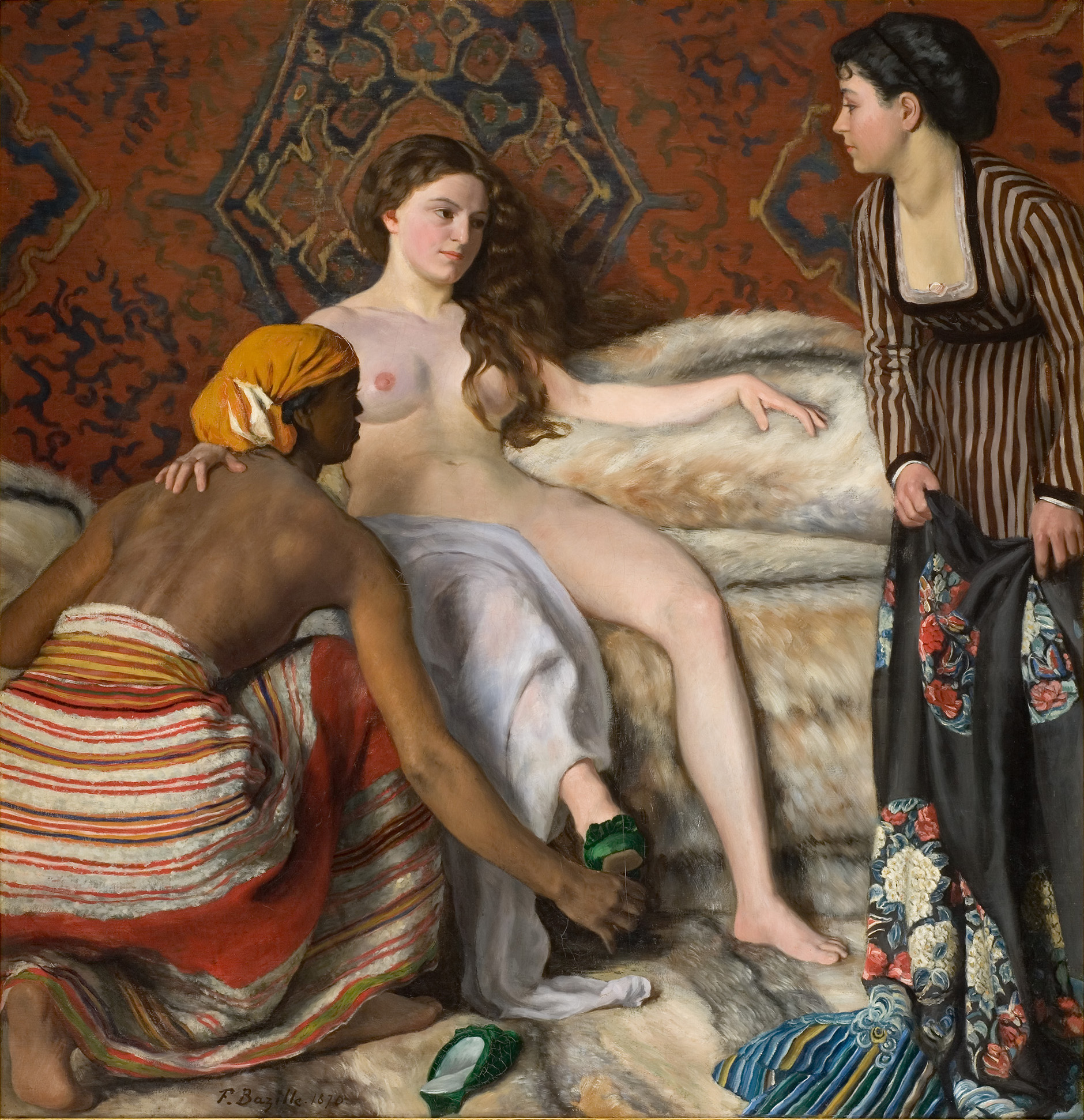
Het toilet - Frédéric Bazille